# كلايد فيتش
كلايد فيتش (بالإنجليزية: Clyde Fitch)‏ هو كاتب أغاني وكاتب مسرحي أمريكي، ولد في 2 مايو 1865 في إلميرا في الولايات المتحدة، وتوفي في 4 سبتمبر 1909 بسبب إنتان.

## وصلات خارجية
- كلايد فيتش على موقع IMDb (الإنجليزية)
- كلايد فيتش على موقع الموسوعة البريطانية (الإنجليزية)
- كلايد فيتش على موقع ألو سيني (الفرنسية)
- كلايد فيتش على موقع أول موفي (الإنجليزية)
- كلايد فيتش على موقع قاعدة بيانات برودواي على الإنترنت (الإنجليزية)
- كلايد فيتش على موقع قاعدة بيانات برودواي على الإنترنت (الإنجليزية)
- كلايد فيتش على موقع قاعدة بيانات الفيلم (الإنجليزية)
- كلايد فيتش على موقع كينوبويسك (الروسية)